# Minehead Without
Minehead Without är en civil parish i Storbritannien.   Den ligger i grevskapet Somerset och riksdelen England, i den södra delen av landet, 240 km väster om huvudstaden London. Arean är 10,3 kvadratkilometer. Största byn är Bratton.
Terrängen i Minehead Without är kuperad åt nordost, men åt sydväst är den platt.